# Rajczo Sergiew
Rajczo Sergiew, bułg. Райчо Сергиев – bułgarski kierowca rajdowy i wyścigowy.

## Życiorys
W latach 70. oraz na początku lat 80. uczestniczył w rajdach samochodowych pojazdami marki Łada. Brał udział m.in. w mistrzostwach Bułgarii, rajdowym Pucharze Pokoju i Przyjaźni i mistrzostwach Europy. W 1981 roku zadebiutował w wyścigowym Pucharze Pokoju i Przyjaźni, gdzie ścigał się Metalexem. W sezonie 1989 zdobył mistrzostwo Bułgarii w klasie Formuły Easter.

## Wyniki
| Legenda oznaczeń w tabelach wyników Wyświetl szablon na nowej stronie | Legenda oznaczeń w tabelach wyników Wyświetl szablon na nowej stronie                                                                     |
| Oznaczenie                                                            | Wyjaśnienie |
| --------------------------------------------------------------------- | --- |
| Złoty                                                                 | Zwycięzca lub mistrzostwo |
| Srebrny                                                               | 2. miejsce lub wicemistrzostwo |
| Brązowy                                                               | 3. miejsce lub II wicemistrzostwo |
| Zielony                                                               | Ukończył, punktował (w klasyfikacji generalnej, gdy zdobył co najmniej jeden punkt na przestrzeni sezonu, poza trzema powyższymi opcjami) |
| Niebieski                                                             | Ukończył, nie punktował (w klasyfikacji generalnej, gdy nie zdobył co najmniej jednego punktu na przestrzeni sezonu)                      |
| Czerwony                                                              | Nie zakwalifikował się (NZ) |
| Czerwony                                                              | Nie prekwalifikował się (NPK) |
| Różowy                                                                | Nie ukończył (NU) |
| Różowy                                                                | Niesklasyfikowany (NS) (w klasyfikacji generalnej, gdy nie został sklasyfikowany w żadnym wyścigu sezonu)                                 |
| Czarny                                                                | Zdyskwalifikowany (DK) |
| Czarny                                                                | Wykluczony (WYK/EX) |
| Biały                                                                 | Nie wystartował (NW) |
| Biały                                                                 | Kontuzjowany (K/INJ) |
| Biały                                                                 | Wyścig odwołany (OD/C) |
| Bez koloru                                                            | Został wycofany (WYC/WD) |
| Bez koloru                                                            | Nie przybył (NP/DNA) |
| Bez koloru                                                            | Nie brał udziału w treningach (NT/DNP) |
| Bez koloru                                                            | Nie został zgłoszony (–) |
| Pogrubienie                                                           | Start z pole position |
| Kursywa                                                               | Najszybsze okrążenie wyścigu |
| †                                                                     | Nie ukończył, ale jego rezultat został zaliczony ze względu na przejechanie więcej niż 90% dystansu wyścigu.                              |
| *                                                                     | Sezon w trakcie |
| 1/2/3                                                                 | Punktowana pozycja w sprincie kwalifikacyjnym                                                                                             |
| Lista systemów punktacji Formuły 1                                    | |

### Puchar Pokoju i Przyjaźni
| Rok  | Samochód | Silnik | Wyniki w poszczególnych eliminacjach | Wyniki w poszczególnych eliminacjach | Wyniki w poszczególnych eliminacjach | Wyniki w poszczególnych eliminacjach | Wyniki w poszczególnych eliminacjach | Wyniki w poszczególnych eliminacjach | Pkt. | Msc. |
| ---- | -------- | ------ | ------------------------------------ | ------------------------------------ | ------------------------------------ | ------------------------------------ | ------------------------------------ | ------------------------------------ | ---- | ---- |
| 1981 |          |        | Czechosłowacja                       | Polska                               |                                      |                                      |                                      |                                      | 75   | 18   |
| 1981 | MTX 1-03 | Łada   | 17                                   | NU                                   | 20                                   | 23                                   | -                                    |                                      | 75   | 18   |
| 1983 |          |        |                                      | Czechosłowacja                       |                                      | Polska                               |                                      |                                      | 51   | 19   |
| 1983 | MTX 1-03 | Łada   | 20                                   | 19                                   | -                                    | -                                    | -                                    |                                      | 51   | 19   |
| 1984 |          |        | Czechosłowacja                       | Polska                               |                                      |                                      |                                      |                                      | 0    | NS   |
| 1984 | MTX      | Łada   | -                                    | -                                    | -                                    | -                                    | NU                                   | -                                    | 0    | NS   |
| 1985 |          |        | Czechosłowacja                       | Polska                               |                                      |                                      |                                      |                                      | ?    | ?    |
| 1985 | MTX 1-06 | Łada   | NU                                   | 19                                   | NU                                   | -                                    | -                                    |                                      | ?    | ?    |
| 1987 |          |        | Polska                               |                                      |                                      |                                      |                                      |                                      | 67   | 21   |
| 1987 | MTX 1-03 | Łada   | 24                                   | 24                                   | 19                                   | -                                    |                                      |                                      | 67   | 21   |
| 1989 |          |        | Polska                               |                                      |                                      |                                      |                                      |                                      | 65   | 15   |
| 1989 | MTX 1-03 | Łada   | -                                    | 13                                   | 13                                   | 10                                   |                                      |                                      | 65   | 15   |

### Bułgarska Formuła Easter
| Rok  | Zespół          | Samochód | Silnik | Wyniki w poszczególnych eliminacjach | Wyniki w poszczególnych eliminacjach | Wyniki w poszczególnych eliminacjach | Wyniki w poszczególnych eliminacjach | Pkt. | Msc. |
| ---- | --------------- | -------- | ------ | ------------------------------------ | ------------------------------------ | ------------------------------------ | ------------------------------------ | ---- | ---- |
| 1987 |                 |          |        |                                      |                                      |                                      |                                      | 35   | 2    |
| 1987 | Murgasz-Serdika | MTX 1-03 | Łada   | 1                                    | 10                                   | 2                                    |                                      | 35   | 2    |
| 1988 |                 |          |        |                                      |                                      |                                      |                                      | 20   | 5    |
| 1988 | Murgasz-Serdika | MTX 1-03 | Łada   | 1                                    | -                                    | -                                    |                                      | 20   | 5    |
| 1989 |                 |          |        |                                      |                                      |                                      |                                      | 47   | 1    |
| 1989 | Murgasz-Serdika | MTX 1-03 | Łada   | 1                                    | -                                    | 3                                    | 2                                    | 47   | 1    |